# Познанське товариство приятелів наук
Познанське товариство приятелів наук (пол. Poznańskie Towarzystwo Przyjaciół Nauk) — польське наукове товариство, засноване в 1857 році в Познані. Першим головою товариства був польський громадський та політичний діяч, доктор наук Август Цешковський (1857—1858, 1861—1868, 1885—1894 рр.).
Відповідно до статуту, метою товариства є розвиток науки, літератури та мистецтва, інтеграція та збереження традицій наукової та інтелектуальної спільноти Познані та Великої Польщі . Товариство організує наукові конференції, сесії та засідання; сприяє у проведенні досліджень, зокрема, що стосуються Великопольського воєводства та Познані; публікує наукові дані та результати досліджень, організує лекції, презентації, виставки, співпрацює з науковою метою з великопольськими вищими навчальними закладами, Польською академією наук, науковими товариствами, музеями, бібліотеками, архівами та іншими установами.
До складу товариства входять 7 наукових відділів.
Видавництво товариства випускає наукову та науково-популярну літературу, а також періодичні видання.
Головою товариства є доктор наук, професор Анджей Гульчинський.

## Галерея

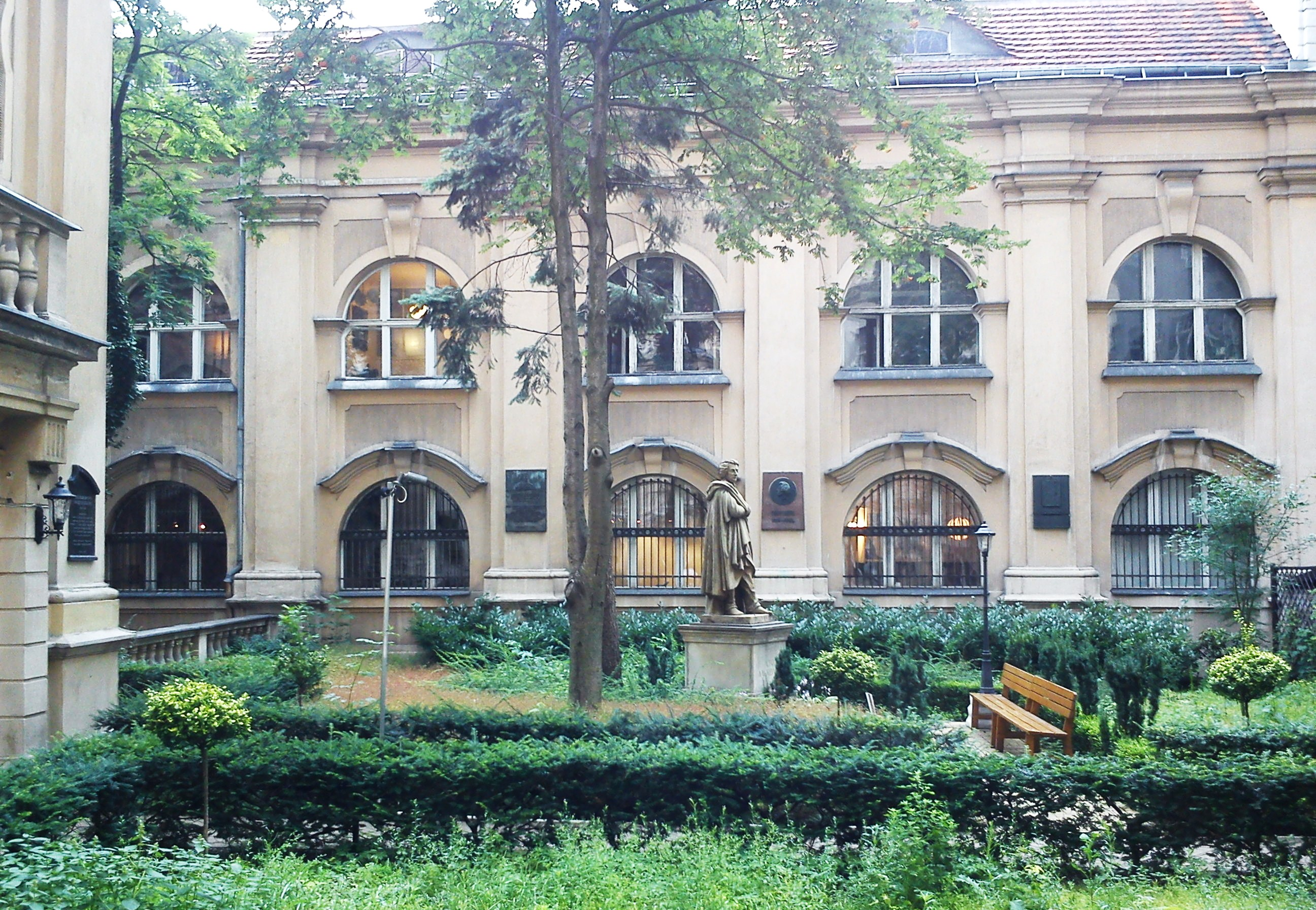
Подвір'я будівлі
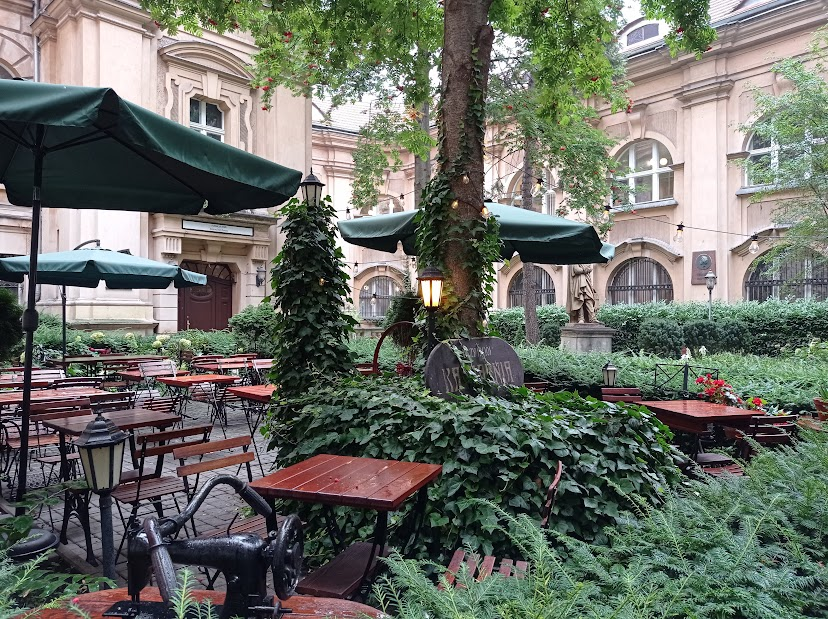
Подвір'я будівлі (сад кав'ярні)
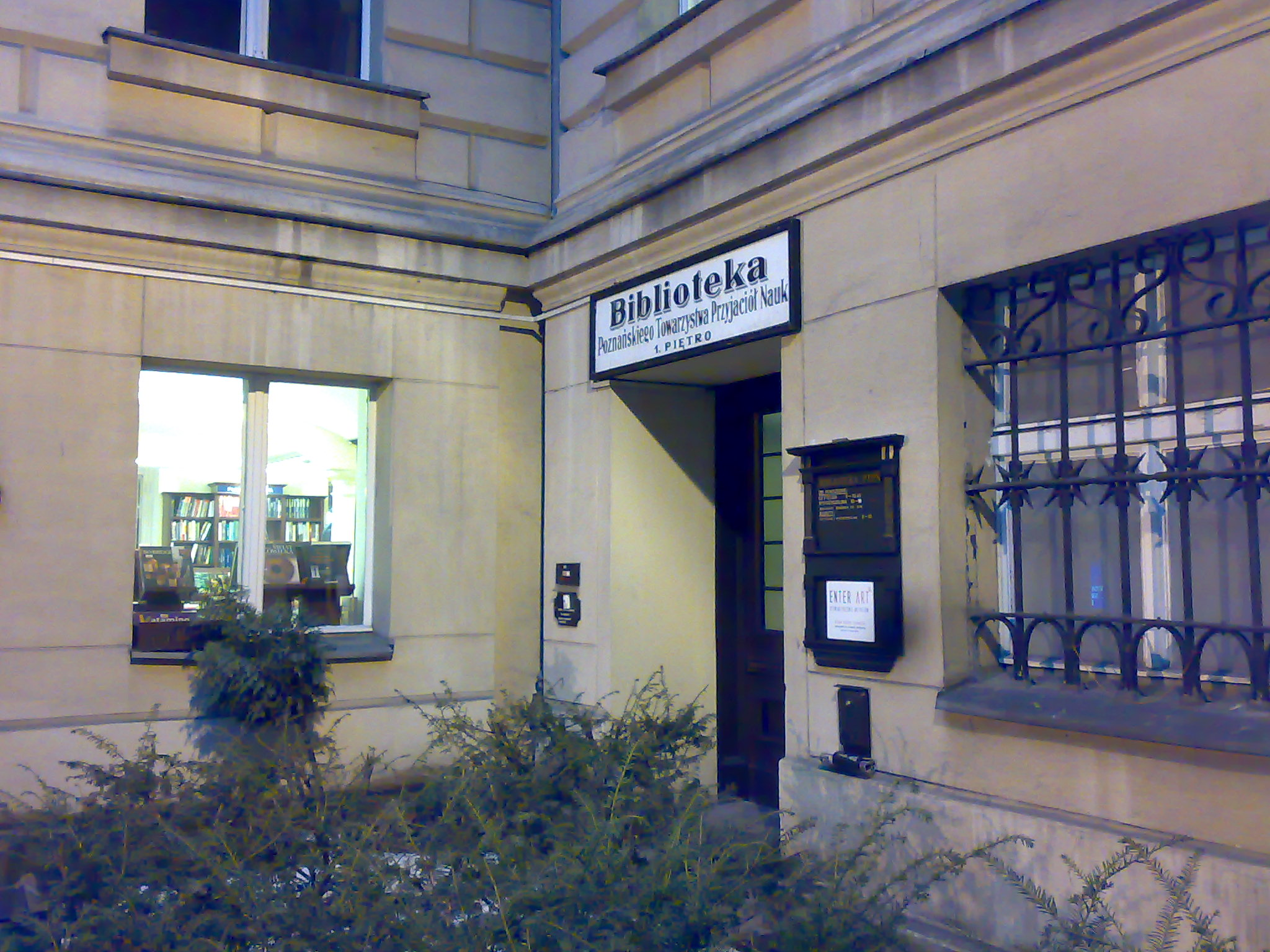
Вхід до бібліотеки